# Soledad Atzompa
Soledad Atzompa là một đô thị thuộc bang Veracruz, México. Năm 2005, dân số của đô thị này là 19189 người.